# Sweet Memories (Kiss Destinationの曲)
「Sweet Memories」（スウィート・メモリーズ）は、Kiss Destinationが2000年11月27日にリリースした9枚目（メジャーデビュー以前から通算すると14枚目）のシングル。

## 内容
前作に引き続き、Rojam Entertainmentのホームページ「ROJAM.COM」上で通信販売されたシングルで、一般販売は行われていない。また、CDの発売に先がけて、2000年11月16日から「ROJAM.COM」上で楽曲の無料ダウンロード配信が行われていた。
J-PHONE 東海CMソング。CMには小室も出演した。

## 収録曲
| 全作詞: 吉田麻美、全作曲・編曲: 小室哲哉。 |                                        |          |            |      |
| #                                          | タイトル                               | 作詞     | 作曲・編曲 | 時間 |
| 1.                                         | 「Sweet Memories (Original Mix)」      | 吉田麻美 | 小室哲哉   | 5:12 |
| 2.                                         | 「Sweet Memories (Extended Club Mix)」 | 吉田麻美 | 小室哲哉   | 7:22 |
| 3.                                         | 「Sweet Memories (TV Mix)」            | 吉田麻美 | 小室哲哉   | 5:16 |
| 4.                                         | 「Sweet Memories (Acappella)」         | 吉田麻美 | 小室哲哉   | 4:51 |
| 合計時間:                                  | 合計時間:                              | 22:41    |            |      |

## クレジット
- Produced, Performed : 小室哲哉
- All Vocal Performed : 吉田麻美, 小室哲哉
- Mixed, Remixed : Mike Butler

## 収録アルバム
Sweet Memories
- AMARETTO（アルバムバージョンで収録）